# Dino Urbani
Dino Urbani (Livorno, 1882. március 8. – Varese, 1958. május 9.) olimpiai bajnok olasz párbajtőr- és kardvívó.